# 賴克俊
賴克俊（16世紀—1599年），字伯升，號圖南，福建泉州府晋江县人，明朝政治人物。同进士出身。

## 生平
三月二十九日生，治書经。萬曆十年（1582年）壬午科福建乡试第七十七名举人，二十三年（1595年）乙未科會試第二名，廷試二甲第一名进士。吏部觀政，本年六月授官禮部儀制司主事，二十六年升员外郎，二十七年升郎中，本年卒。

## 家族
曾祖赖朝勳。祖赖济美，庠生、累封中宪大夫加參政服。父赖庭桧，嘉靖乙丑進士、四川按察使。母凃氏，封恭人。慈侍下。弟克伟（庠生）、克仟、克仞。娶薛氏。子長熙。